# Elizabeth du Gué Trapier
Elizabeth du Gué Trapier (Washington D. C., 5 de abril de 1893 - Hightstown, Nueva Jersey, 15 de octubre de 1974) fue una experta en el Arte español.